# Зриньи (САУ)
«Зриньи» (венг. Zrínyi) — венгерская самоходная артиллерийская установка (САУ) времён Второй мировой войны, класса штурмовых орудий, средняя по массе. Создана в 1942—1943 годах на базе танка «Туран», по образцу германских САУ StuG III.
В январе 1943 года был собран прототип из не броневой стали на шасси опытного танка Туран (№ Н-801).
Согласно плану заказов Huba III (серийные номера 3Н-) объём выпуска «Зриньи I» устанавливался в 200 машин (90 в 1944 году и 110 в 1945), а «Зриньи II» — в 90 (40 в 1943 году и 50 в 1944).
Первые три САУ (№ 3Н-000 — 3Н-002), так же из не броневой стали, были сданы в сентябре.
Использовались венгерскими войсками вплоть до 1945 года. После войны как минимум одна САУ этого типа использовалась в роли учебной до начала 1950-х годов. Названа в честь венгерско-хорватского национального героя Миклоша Зриньи.
Всего было выпущено 72 Zrinyi II, №№ 3Н-000 — 3Н-071. Производство осуществляло предприятие Weiss Manfred. В конце июля 1944 года оно подверглось массированной бомбардировке авиации США. Сохранившиеся агрегаты установок были отправлены на Ganz, где смогли собрать 6 машин, а ещё 6 закончить не удалось в связи с отсутствием необходимых деталей.
| Год           | 1943 | 1943 | 1943 | 1943 | 1944 | 1944 | 1944 | 1944 | 1944 | Всего |
| Месяц         | 9    | 10   | 11   | 12   | 1    | 4    | 6    | 7    | 9    | Всего |
| ------------- | ---- | ---- | ---- | ---- | ---- | ---- | ---- | ---- | ---- | ----- |
| Weiss Manfred | 3    | 10   | 10   | 10   | 7    | 10   | 10   | 6    |      | 66    |
| Ganz          |      |      |      |      |      |      |      |      | 6    | 6     |
| Итого         | 3    | 10   | 10   | 10   | 7    | 10   | 10   | 6    | 6    | 72    |

До конца 1944 года планировалось сформировать три дивизиона штурмовых орудий, в 1945 — еще 5. Согласно штатному расписанию дивизион должен был иметь 21 самоходку «Зриньи I» и 10 «Зриньи II». Всего полагалось иметь 387 человек личного состава (29 офицеров, 358 унтер-офицеров и рядовых), 31 САУ, 57 автомобилей и 14 мотоциклов. Но, поскольку, производство «Зриньи I» из-за проблем с изготовлением пушек не состоялось, на вооружение дивизионов поступали только «Зриньи II».
В сентябре 1943 года был сформирован 1-й дивизион, в состав которого для обучения поступили первые три установки с «железными» корпусами. Полностью он был укомплектован только к концу декабря. В не полном составе (без 1-й батареи) дивизион убыл на фронт 12 апреля 1944 года.
10-й дивизион был сформирован в марте 1944 года. Не закончив подготовку, в августе дивизион был отправлен на фронт.
Оба дивизиона закончили свой боевой путь на улицах Будапешта зимой 1945 года.
Единственный сохранившийся экземпляр САУ «Зриньи II», имевший собственное имя «Иренке», находится в экспозиции Музейного комплекса № 1 Парка «Патриот».

## Модификации
- 40/43M Zrínyi (Zrínyi II) — базовая модель, вооружённая 105-мм гаубицей. Выпущено 72 единицы.
- 44M Zrínyi (Zrínyi I) — прототип истребителя танков, вооружённого длинноствольной 75-мм пушкой. Собран только 1 опытный образец с использованием прототипа «Зриньи II».

## Состояла на вооружении
- Венгрия
- СССР — три трофейных САУ
- Чехословакия — одна трофейная САУ